# Everth Cabrera
Everth Cabrera (Nandaime, Granada, 17 de noviembre de 1986) es un beisbolista profesional de Nicaragua que es agente libre en las Grandes Ligas. Lideró la Liga Nacional (NL) en bases robadas en 2012. Actualmente firmó para los Algodoneros de Unión Laguna de la Liga Mexicana de Béisbol.

## Carrera profesional

### Ligas menores
Cabrera comenzó su carrera profesional en 2006, jugando en la organización de los Rockies de Colorado para los Casper Rockies. En 54 juegos, bateó.254 con 18 bases robadas. En 2007, jugó con los Tri-City Polvo Devils y Modesto Nuts, bateando para promedio de .300 con 12 bases robadas en 150 turnos al bate para el primero y .267 en 15 turnos al bate para el segundo.
En 2008, jugó con los Turistas de Asheville; en 121 juegos bateó para .284 con 73 bases robadas-más que cualquier otro jugador de ligas menores.
Fue seleccionado por los Padres de San Diego desde el sistema de ligas menores de los Rockies en el draft de Regla 5 el 11 de diciembre de 2008.

### San Diego Padres

#### 2009
Cabrera se robó 9 bases en los entrenamientos de primavera 2009 para los Padres, y formó parte de la plantilla para el Día Inaugural como un jugador de cuadro de respaldo. Como fichaje Regla 5, los Padres estaban obligados a mantener a Cabrera en el roster de 25 jugadores durante toda la temporada 2009. Él consiguió su primer hit en las Grandes Ligas el 8 de abril, un doble ante Cory Wade de los Dodgers de Los Ángeles en el séptimo inning en Petco Park.
Cabrera tuvo sólido año de novato a pesar de perder dos meses por una lesión en la mano; bateó .255 con 25 bases robadas y 59 carreras anotadas en 103 juegos con los Padres, y encabezó a todos los torpederos de la Liga Nacional con 23 errores. El 7 de agosto, Cabrera conectó un grand slam ganador ante Francisco Rodríguez de los Mets de New York en la parte inferior de la novena entrada. Ante los Diamondbacks de Arizona el 16 de septiembre (F/10, 6-5), impulsó la carrera ganadora que anotó otro novato rápido, Luis Durango.

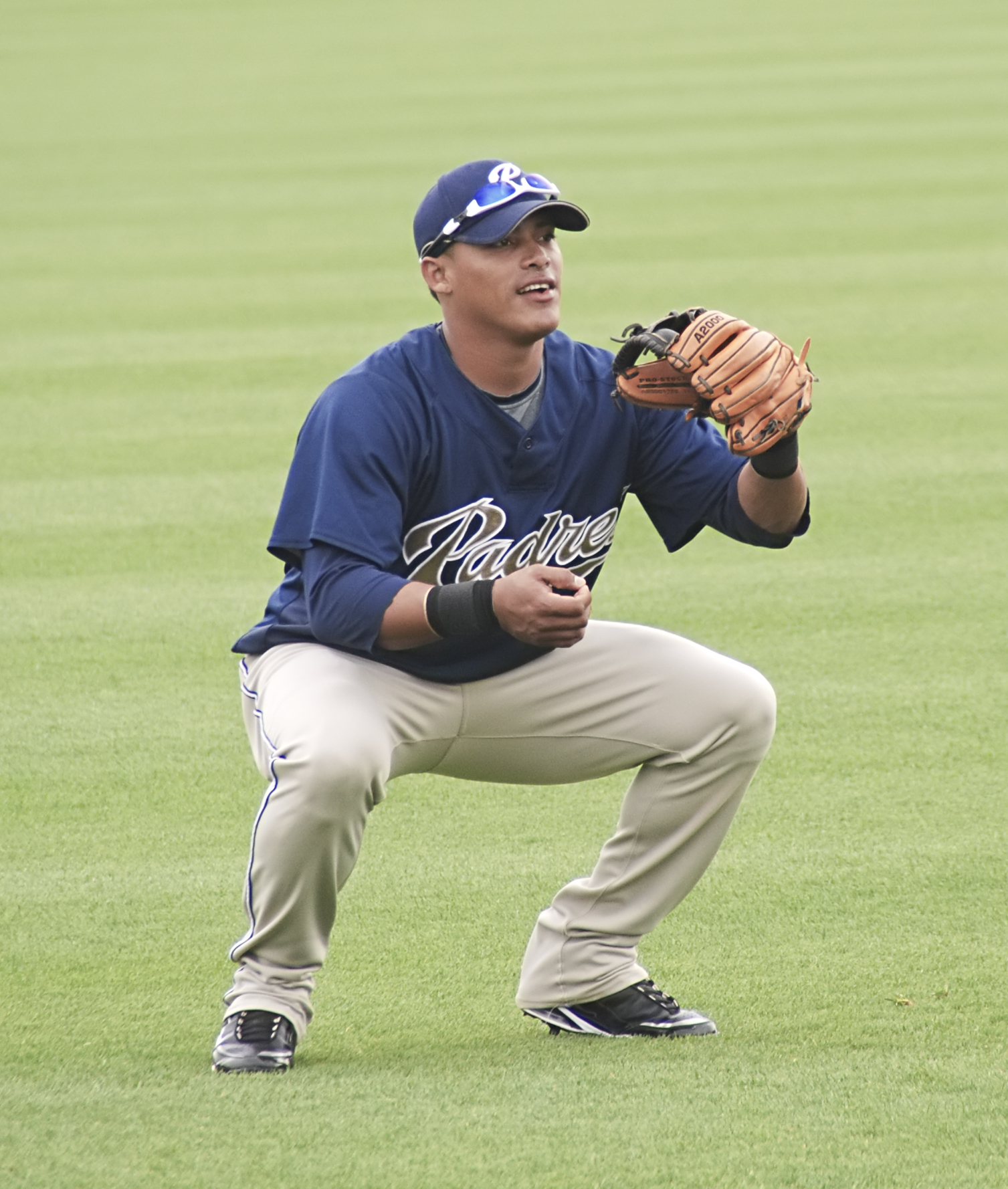
Cabrera with the Padres in spring training 2009

En noviembre de 2009, Cabrera fue nombrado el Atleta Profesional del Año en Nicaragua.

#### 2010
Cabrera fue el campocorto de los Padres del Día Inaugural en 2010, pero solo jugó en 76 juegos en el año debido a una lesión en el muslo derecho. Su producción disminuyó de manera significativa en comparación con 2009, y los Padres firmaron a Jason Bartlett al finalizar la temporada para ser su campocorto regular.

#### 2011
Cabrera pasó la mayor parte de 2011 con los Tucson Padres de Clase AAA; sólo aparece con el club de la Liga Mayor en dos partidos a mediados de julio. Cabrera se dislocó el hombro al final de la temporada 2011, y el daño continuó molestándolo en los entrenamientos de primavera en 2012, donde Cabrera dijo que "no podía batear al 100 por ciento", y no se sentía bien del hombro.

#### 2012
Cabrera comenzó la temporada 2012 con los Padres de Tucson donde registró un promedio de bateo de .333 y .389 en porcentaje de embasarse en 34 juegos. El 17 de mayo, fue llamado al equipo de Grandes Ligas cuando Bartlett fue enviado a la lista de lesionados después de un mal inicio de año, y eventualmente Cabrera se convirtió en el campocorto titular de los Padres.
Cabrera tuvo un año excepcional en las bases en 2012. El 14 de julio, en un partido contra los Dodgers de Los Ángeles, se robó el plato en la novena entrada para anotar la carrera del empate. La eventual carrera ganadora fue anotada cuando el lanzador Kenley Jansen lanzó la bola lejos del receptor. Esta fue la primera vez en casi 30 años que un juego de temporada regular se ganó con la carrera del empate o de la ventaja en un robo del plato en la novena entrada o más tarde. En un juego del 30 de septiembre, se convirtió en el primer jugador en 14 años en robar cuatro bases sin registrar un hit. Cabrera se convirtió en el primer jugador de los Padres en liderar la Liga Nacional en bases robadas con 44. Estableció un récord del equipo con un 91,7 por ciento (44-por-48), que también encabezó la Liga Nacional. También estableció récords del equipo de los Padres con 24 bases robadas consecutivas sin ser atrapado para comenzar la temporada, y 28 robos exitosos de forma consecutiva. Cabrera terminó la temporada bateando.246, con .324 porcentaje de embasado, y un récord personal de 115 partidos jugados.

#### 2013
Cabrera abrió el año 2013 como el campocorto de los Padres y comenzó 69 juegos consecutivos en la posición, antes de ir a la lista de lesionados de 15 días a mediados de junio por una lesión en el bíceps femoral.  El 14 de mayo, Cabrera registró el hit número 60.000 en la historia de los Padres. Fue seleccionado al Juego de Estrellas como reserva, luego de registrar un promedio de bateo de .291, .373 porcentaje de embasado y 34 bases robadas antes del encuentro de mitad de temporada.
El 5 de agosto de 2013, Cabrera fue suspendido por 50 juegos, el resto de la temporada de los Padres, por el uso de sustancias dopantes. En el momento de la suspensión, lideraba la Liga Nacional con 37 bases robadas. Cabrera terminó el año con una línea de .283/.355/.381 en 95 partidos jugados.

#### 2014
Durante el 2014, registró promedio de .232 en 90 juegos. El 2 de diciembre de 2014, se convirtió en agente libre.

### Baltimore Orioles
El 25 de febrero de 2015, firmó un contrato de un año y $2.4 millones con los Orioles de Baltimore. Luego de registrar promedio de .208 en 29 juegos, fue colocado en asignación y liberado el 13 de junio.

### San Francisco Giants
El 16 de julio de 2015, firmó un contrato de ligas menores con los Gigantes de San Francisco. Bateó para promedio de .231 con los  Sacramento River Cats de Clase AAA y fue liberado el 2 de septiembre luego de no ser subido a Grandes Ligas.

### Chicago White Sox
El 7 de enero de 2017, firmó un contrato de ligas menores con los Medias Blancas de Chicago, pero fue liberado el 14 de julio luego de registrar promedio de .196 en 202 turnos al bate en Clase AAA.